# Tipula fuiana
Tipula fuiana är en tvåvingeart som beskrevs av Alexander 1949. Tipula fuiana ingår i släktet Tipula och familjen storharkrankar. Inga underarter finns listade i Catalogue of Life.